# Бестужево (Алтайский край)
Бесту́жево — село в Шипуновском районе Алтайского края России. Входит в состав Ильинского сельсовета.

## География
Село находится на юге центральной части Алтайского края, в пределах степной зоны Предалтайской равнины, на левом берегу реки Чарыш, на расстоянии примерно 22 км (по прямой) к юго-востоку от села Шипуново, административного центра района. Абсолютная высота — 170 м над уровнем моря.

### Климат
Климат характеризуется как континентальный. Средние показатели температуры воздуха в зимний период находятся в диапазоне между −15 и −10 °C, летом — в диапазоне между 15 и 20 °C. Количество осадков, выпадающих зимой, в среднем составляет 187 мм, летом — 273 мм.

## История
Основано в 1776 году. По данным 1926 года имелось 270 хозяйств и проживало 1486 человек (в основном — русские). Функционировала школа I ступени. В административном отношении село являлось центром Бестужевского сельсовета Чарышского района Рубцовского округа Сибирского края.

## Население
| 1926 | 1997 | 1998 | 1999 | 2000 | 2001 | 2002 |
| ---- | ---- | ---- | ---- | ---- | ---- | ---- |
| 1486 | ↘421 | ↘401 | ↗402 | ↗409 | ↘389 | ↗391 |
| 2003 | 2004 | 2005 | 2006 | 2007 | 2008 | 2009 |
| ↘385 | ↘341 | ↘333 | ↘317 | ↘315 | ↘310 | ↘283 |
| 2010 | 2011 | 2012 | 2013 |      |      |      |
| ↘255 | ↗257 | ↘252 | ↘235 |      |      |      |

### Национальный состав
Согласно результатам переписи 2002 года, в национальной структуре населения русские составляли 96 %.

## Улицы
| - ул. Верхняя, - ул. Звёздная, - ул. Ленина, | - ул. Мира, - ул. Набережная, - ул. Новая, | - ул. Рабочая, - пер. Северный, - ул. Украинская. |

## Инфраструктура
В селе функционируют основная общеобразовательная школа, библиотека, федьдшерско-акушерский пункт и почтовое отделение.